# Cattedrali in Laos
Questa è una lista delle cattedrali in Laos.

## Cattedrali cattoliche
| Cattedrale                    | Arcidiocesi o Diocesi               | Località    | Immagine |
| ----------------------------- | ----------------------------------- | ----------- | -------- |
| Cattedrale del Sacro Cuore    | Vicariato apostolico di Vientiane   | Vientiane   |          |
| Cattedrale di San Luigi       | Vicariato apostolico di Savannakhet | Thakhek     |          |
| Concattedrale di Santa Teresa | Vicariato apostolico di Savannakhet | Savannakhet |          |
| Cattedrale del Sacro Cuore    | Vicariato apostolico di Paksé       | Paksé       |          |